# Spoorlijn Frankfurt - Wiesbaden
De spoorlijn Frankfurt Hbf - Wiesbaden Hbf loopt aan de noordelijke oever van de Main. Vroeger liep het traject tussen de inmiddels opgebroken stations Frankfurter Westbahnhöfe - Wiesbaden Taunusbahnhof. Het traject, ook wel Taunus-Eisenbahn genoemd, is een Duitse spoorlijn als spoorlijn 3603 onder beheer van DB Netze.
Niet te verwisselen met de bekende Taunusbahn tussen Frankfurt am Main Hauptbahnhof en Brandoberndorf.
Parallel aan dit traject loopt aan de zuidelijke oever van de Main de Mainbahn tussen Mainz en Frankfurt am Main.

## Geschiedenis
Het traject tussen Frankfurt am Main Taunusbahnhof aan de Frankfurter Gallusanlage en Wiesbaden Taunusbahnhof aan de Rheinstraße werd door de Taunus-Eisenbahn-Gesellschaft in fases geopend:
- 26 september 1839: Taunusbahnhof - Höchst am Main
- 24 november 1839: Höchst am Main - Hattersheim
- 13 april 1840: Hattersheim - Mainz-Kastel
- 19 mei 1840: Mainz-Kastel - Wiesbadener Taunusbahnhof

### Overname
In 1871 werd de Taunus-Eisenbahn-Gesellschaft overgenomen en de bedrijfsvoering ondergebracht bij de Hessische Ludwigs-Eisenbahn-Gesellschaft.
Op 1 april 1897 werd ook de Hessische Ludwigs-Eisenbahn-Gesellschaft genationaliseerd en de bedrijfsvoering ondergebracht bij de Preußischen Staatseisenbahnen.
De Preußischen Staatseisenbahnen ging op 1 april 1920 over in de "Länderbahnen" van de Deutsche Reichsbahn (DRG

## Treindiensten

### DB
De Deutsche Bahn verzorgt het personenvervoer op dit traject met RE / RB treinen.
- RE 10 Rechte Rheinstrecke: Frankfurt Hbf – Frankfurt-Höchst – Wiesbaden Hauptbahnhof - Lorch – Koblenz Hbf

### S-Bahn
De S-Bahn, meestal de afkorting voor Stadtschnellbahn, soms ook voor Schnellbahn, is een in Duitsland ontstaan (elektrisch) treinconcept, welke het midden houdt tussen de Regionalbahn en de Stadtbahn. De S-Bahn maakt meestal gebruik van de normale spoorwegen om grote steden te verbinden met andere grote steden of forensengemeenten. De treinen rijden volgens een vaste dienstregeling met een redelijk hoge frequentie.

#### S-Bahn Rhein-Main
De treinen van de S-Bahn Rhein-Main tussen Wiesbaden en Frankfurt maken gebruik van dit traject.
- S1 Wiesbaden ↔ Rödermark-Ober-Roden: Taunusbahn - Main-Lahn-Bahn - Citytunnel - Rodgaubahn

De treinen van de S-Bahn Rhein-Main geven in Wiesbaden en in Frankfurt aansluiting op de volgende lijnen:
- S8 Wiesbaden ↔ Hanau: Rhein-Main-Bahn - Mainbahn - Flughafen-S-Bahn - Citytunnel - Kinzigtalbahn
- S9 Wiesbaden ↔ Hanau: Taunusbahn - Mainbahn - Flughafen-S-Bahn - Citytunnel - Kinzigtalbahn

## Aansluitingen
In de volgende plaatsen was of is er een aansluiting van de volgende spoorwegmaatschappijen:

### Frankfurt am Main

#### Frankfurt am Main Hauptbahnhof
- Mainbahn spoorlijn tussen Mainz en Frankfurt am Main
- Main-Neckar-Eisenbahn spoorlijn tussen Frankfurt am Main en Heidelberg
- Main-Weser-Bahn spoorlijn tussen Kassel Hbf en Frankfurt am Main
- Main-Lahn-Bahn spoorlijn tussen Frankfurt am Main en Limburg an der Lahn
- Riedbahn spoorlijn tussen Frankfurt am Main en Mannheim / Worms / vroeger ook naar Darmstadt
- Kinzigtalbahn spoorlijn tussen Fulda en Frankfurt am Main
- Homburger Bahn spoorlijn tussen Frankfurt am Main via (Bad) Homburg naar Friedberg en Friedrichsdorf
  - Spoorlijn Friedberg - Friedrichsdorf spoorlijn tussen Friedberg en Friedrichsdorf
- Königsteiner Bahn spoorlijn tussen Frankfurt-Höchst en Königstein im Taunus
- Kronberger Bahn spoorlijn tussen Frankfurt-Rödelheim en Kronberg im Taunus
- Limesbahn spoorlijn tussen Bad Soden am Taunus en Niederhöchstadt
- Sodener Bahn spoorlijn tussen Frankfurt-Höchst en Bad Soden am Taunus
- Taunusbahn spoorlijn tussen Frankfurt am Main en Brandoberndorf
- Friedberg - Friedrichsdorf spoorlijn tussen Friedberg (Hessen) en Friedrichsdorf (Taunus)
- Niddertalbahn spoorlijn tussen Frankfurt am Main en Lauterbach Nord
- Frankfurt-Hanauer Eisenbahn spoorlijn tussen Frankfurt am Main en Hanau
- Dreieichbahn spoorlijn tussen Dreieich-Buchschlag en Dieburg
- Odenwaldbahn spoorlijn tussen Darmstadt / Hanau en Eberbach am Neckar
- S-Bahn Rhein-Main treindienst rond Frankfurt am Main
- Stadtwerke Verkehrsgesellschaft Frankfurt am Main mbH (VGF) stadstram en U-Bahn in Frankfurt en Offenbach

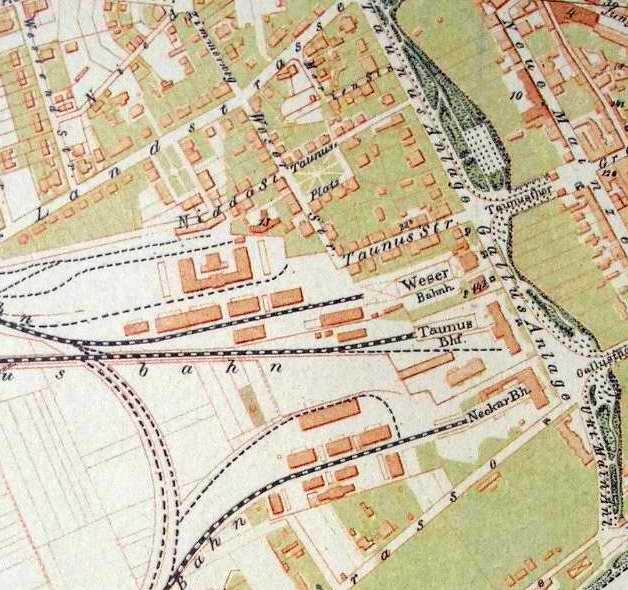
De Taunusbahnhof in Frankfurt en de andere stations rond 1860

#### Frankfurt am Main Main-Weser-Bahnhof
- Main-Weser-Bahn spoorlijn tussen Frankfurt am Main en Kassel

#### Frankfurter Taunusbahnhof
- Foto Frankfurter Taunusbahnhof boven lijnstrip

De Frankfurter Taunusbahnhof ook wel Frankfurter Westbahnhöfe genoemd was een van de drie stations aan de westelijke vestingswallen in Frankfurt am Main tussen de huidige Willy-Brandt-Platz en de toenmalige Gallustor en de Taunustor.
- Taunus-Eisenbahn spoorlijn tussen Frankfurt am Main en Wiesbaden

#### Frankfurt am Main Main-Neckar-Bahnhof
- Main-Neckar-Bahn spoorlijn tussen Frankfurt am Main en Heidelberg

### Frankfurt-Höchst
- Main-Lahn-Bahn spoorlijn tussen Frankfurt am Main en Limburg an der Lahn
- Königsteiner Bahn spoorlijn tussen Frankfurt-Höchst en Königstein im Taunus
- Sodener Bahn spoorlijn tussen Bad Soden en Frankfurt-Höchst

### Wiesbaden
- Rechte Rheinstrecke spoorlijn tussen Köln en Wiesbaden
- Rhein-Main-Bahn spoorlijn van Wiesbaden over Mainz en Darmstadt naar Aschaffenburg
- Ländchesbahn spoorlijn tussen Wiesbaden en Niedernhausen (Taunus)
- Aartalbahn spoorlijn tussen Wiesbaden en Diez
- HSL spoorlijn tussen Köln en Frankfurt/Wiesbaden

## Elektrische tractie
Het traject werd geëlektrificeerd met een spanning van 15.000 volt 16 2/3 Hz wisselstroom.